# Friedrich August Krubsacius
Friedrich August Krubsacius (Dresda, 21 marzo 1718 – Dresda, 28 novembre 1789) è stato un architetto tedesco.
È stato uno dei più importanti insegnanti accademici e costruttori del tardo barocco di Dresda.

## Biografia
Suo padre, Friedrich August Krubsacius il Vecchio (morto intorno al 1679; sepolto l'8 giugno 1735), era stato Cancelliere dell'elettorato sassone.
Krubsacius divenne architetto di corte nel 1755, professore di architettura presso l' Accademia d'arte di Dresda 1764 e architetto dell'alto paese nel 1776 come successore di Julius Heinrich Schwarze.

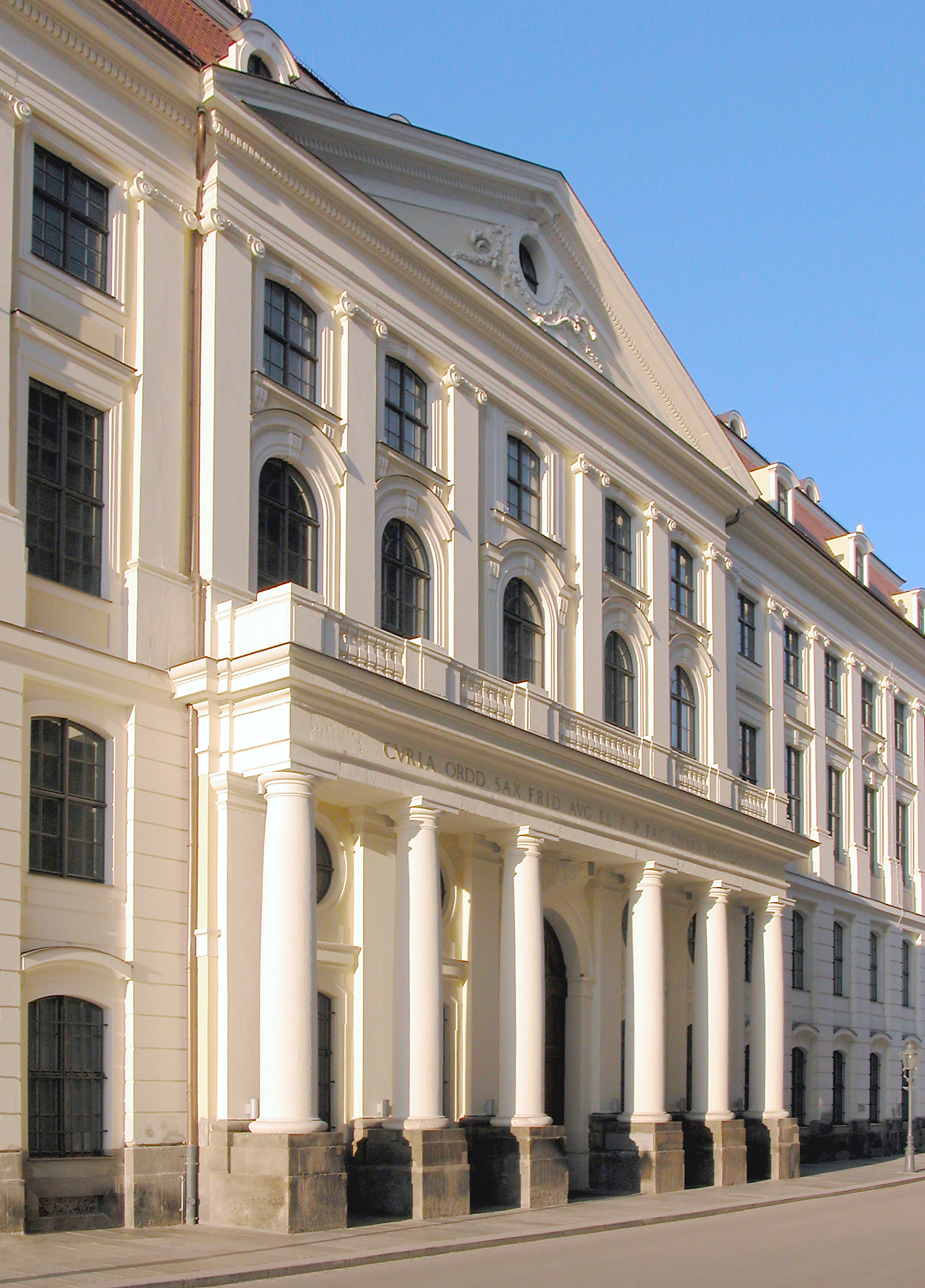
Landhaus a Dresda

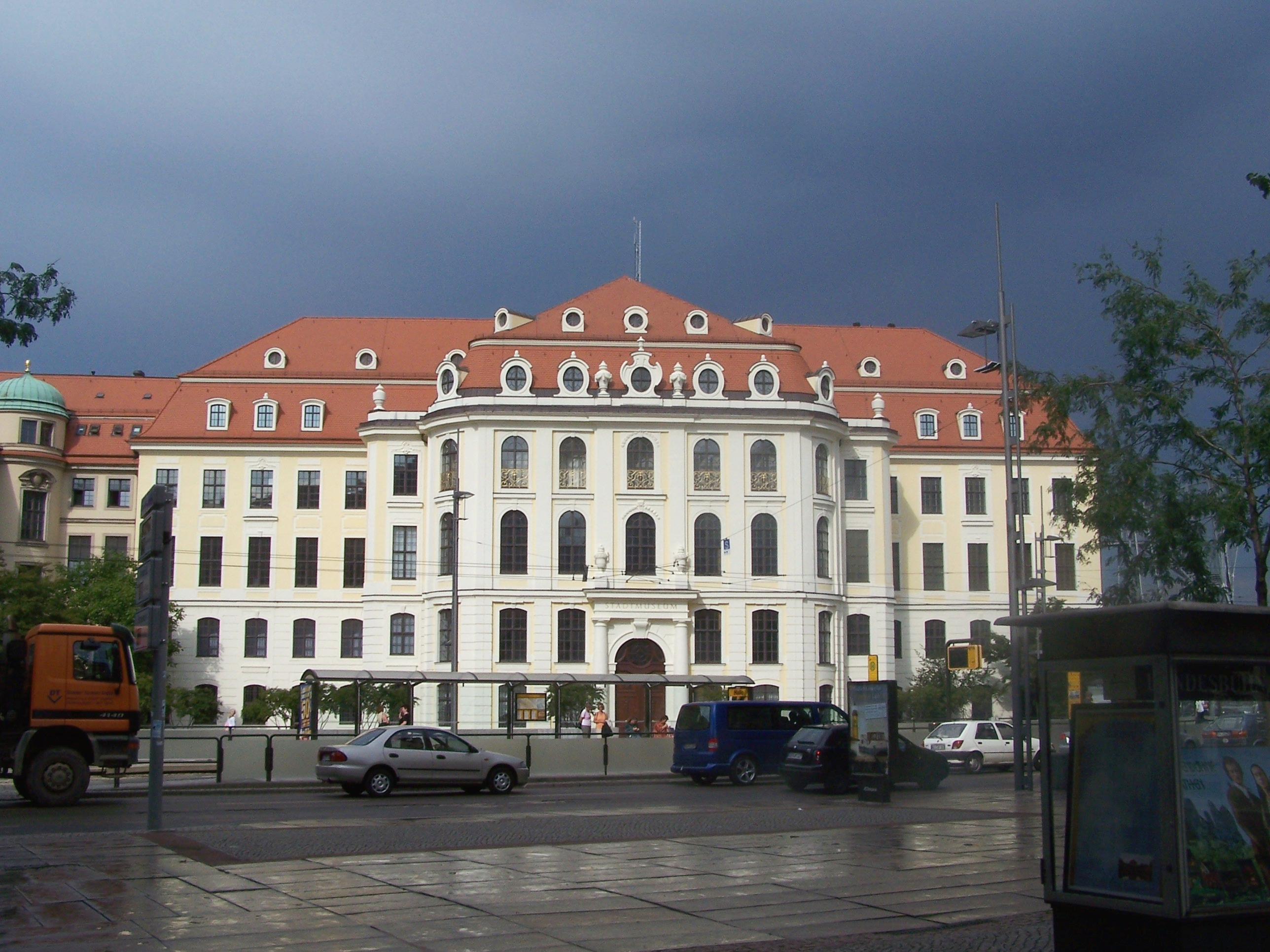
Landhaus, Wilsdruffer Straße (ex lato giardino)

Krubsacius era nella tradizione del barocco classicista francese, che Zacharias Longuelune aveva introdotto a Dresda dal 1713 e che Johann Christoph Knöffel aveva ulteriormente sviluppato nel rococò sassone. Krubsacius era un allievo di Knöffel.
Krubsacius contribuì in modo significativo allo sviluppo del neoclassicismo in Sassonia ed ebbe quindi una grande influenza sulla generazione successiva di architetti a Dresda. Il suo nome è strettamente legato allo sviluppo della teoria dell'architettura. Come sostenitore delle teorie di Vitruvio e Palladio, nei suoi scritti teorici si riferiva ai costruttori classicisti della Francia, per cui sottolineava Nicolas-François Blondel e Jacques-François Blondel, Germain Boffrand e Ange-Jacques Gabriel. È considerato il traduttore dell'Essai sur l'architecture del sacerdote gesuita Marc Antoin Laugier.
In accordo con le idee di Bienséance, Krubsacius documentò anche la sua idea di un'architettura nobile orientata al classico che si sforza per uno scopo funzionale ed elegante quando costruisce la Landhaus di Dresda. Mentre il fronte d'ingresso si presenta nell'austerità dell'architettura classicista, l'ex fronte del giardino e la scala hanno ancora un aspetto rococò, simile ai suoi primi lavori, l'elegante castello di Martinskirchen, che è stato rinnovato solo all'esterno; un vuoto e trascurato edificio.
Krubsacius non evitò un conflitto con i maestri costruttori di Dresda, che erano orientati verso l'alto barocco italiano (Gaetano Chiaveri alla chiesa di corte cattolica e l'allievo di Bähr, Johann George Schmidt alla Kreuzkirche).
Tra i suoi allievi vi furono: Johann August Giesel, Christian Friedrich Schuricht, Gottlob August Hölzer e Christian Heinrich Eigenwillig.
Era membro onorario della Società economica di Lipsia.

## Grandi opere

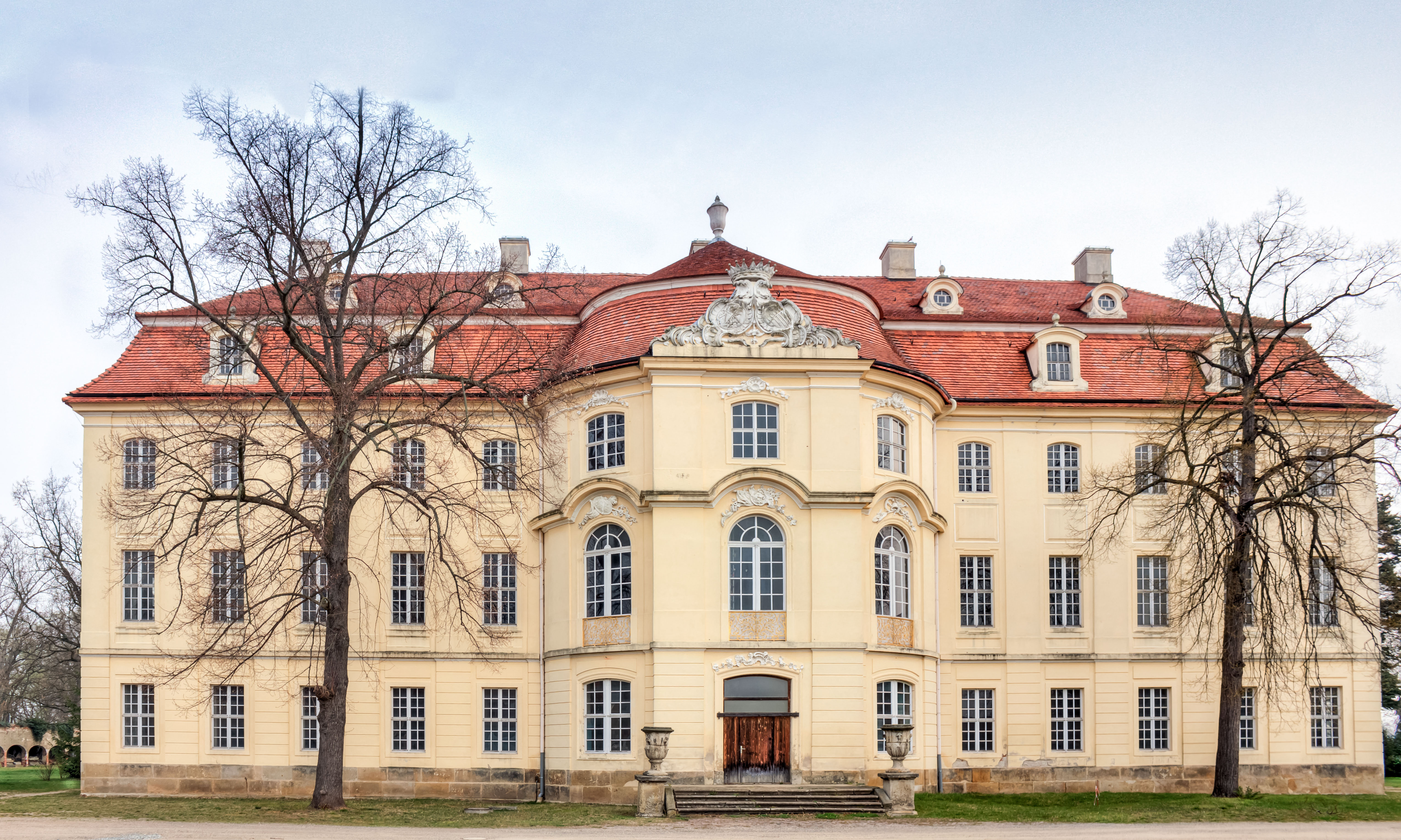
Castello di Martinskirchen

- Castello di Martinskirchen (1751–1756)
- Parco del castello di Otterwisch (1752–1754)
- Estensione meridionale del castello di Zschepplin (1762)
- 1763/1764 restauro della sala da ballo e nuova costruzione della scalinata nel Kurländer Palais di Dresda
- Riprogettazione del parco diel Castello di Neschwitz
- Tomba del conte Hoym nella chiesa parrocchiale di Thallwitz (1764)
- Palazzo della scuola secondaria nell'odierno Blüherpark (1764-1770)
- Nuovo castello a Neschwitz (1766-1775; distrutto nel 1945)
- Landhaus a Dresda (oggi Museo della città di Dresda) (1770–1776)
- Palais Hoym, ricostruito dopo la Guerra dei sette anni (1766)

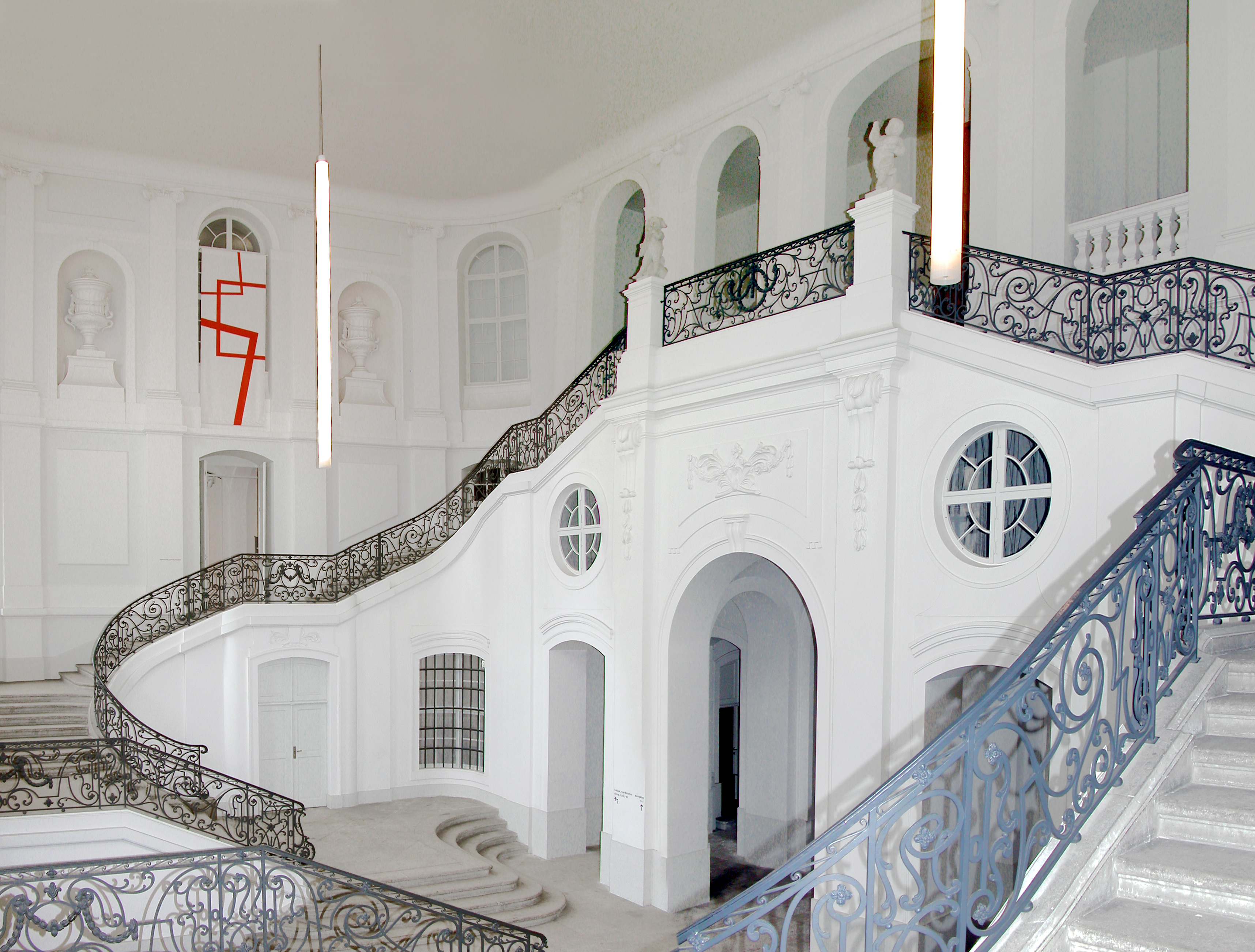
Scala del Landhaus
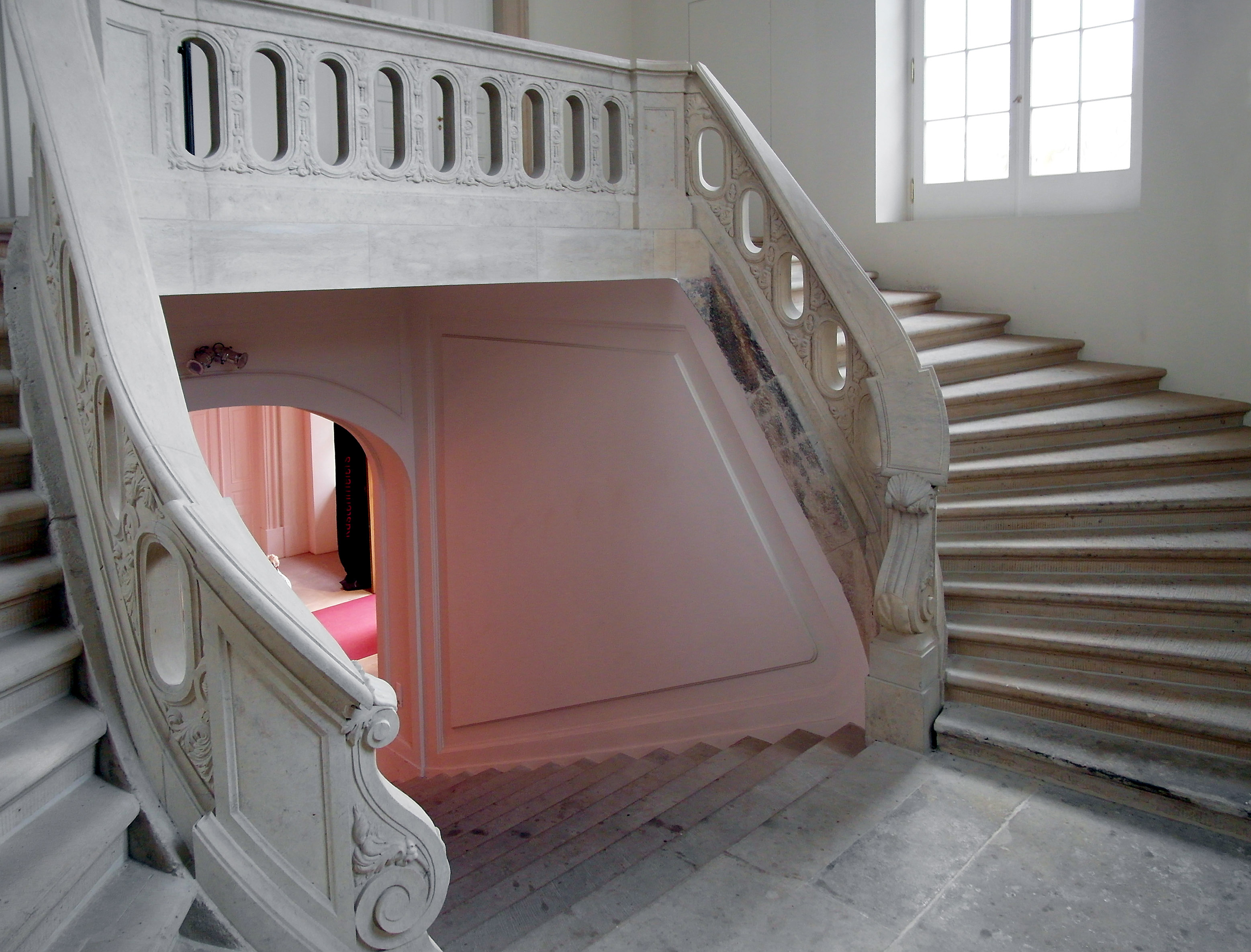
Scala nel Kurländer Palais
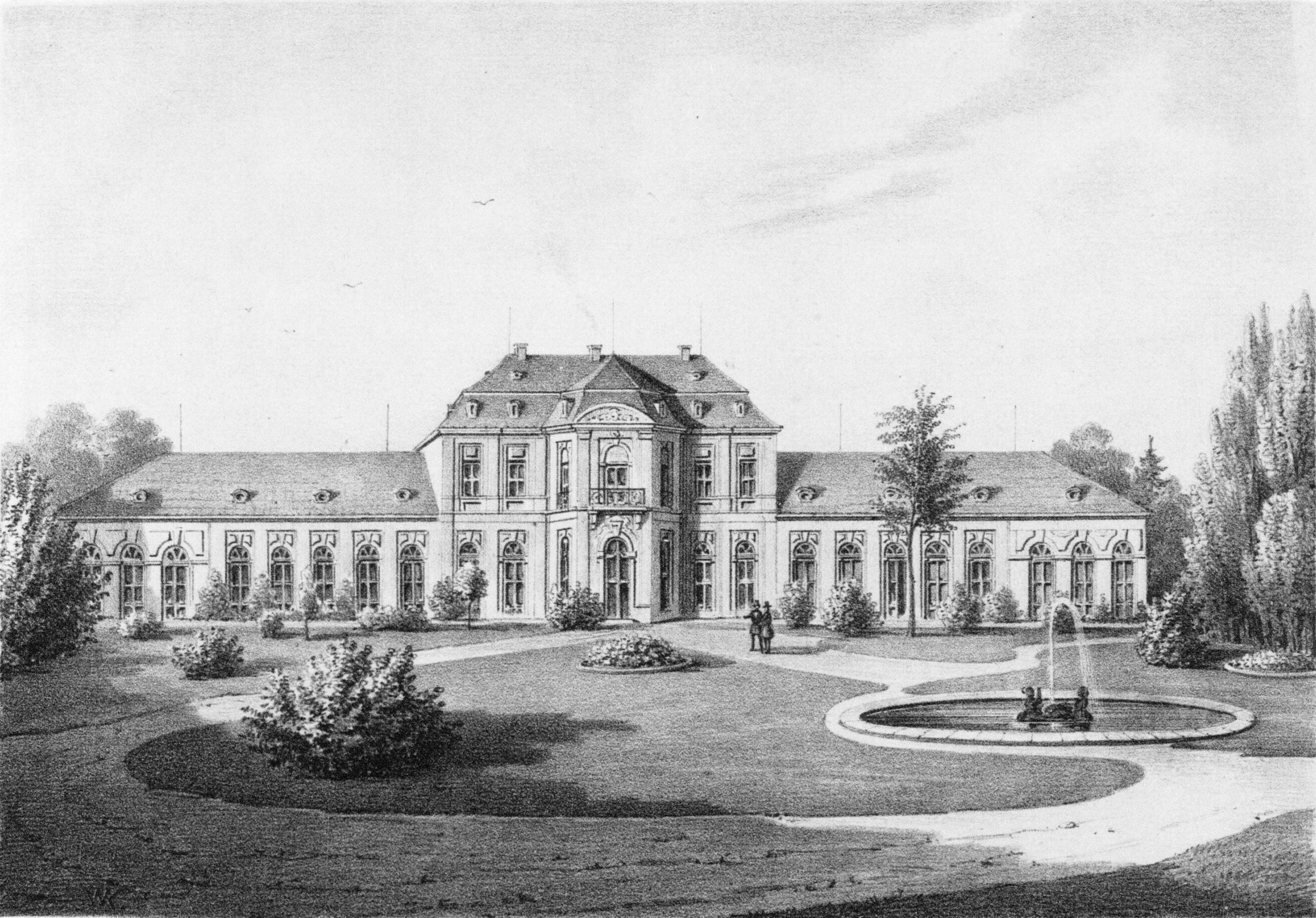
Nuovo castello di Neschwitz